# Juliana Martins
Juliana Martins (Rio de Janeiro, 3 de março de 1974) é uma atriz brasileira. Tornou-se conhecida em 1995, por interpretar Bella a protagonista da primeira temporada do seriado adolescente Malhação.

## Vida Pessoal
Ela foi casada com o músico Eduardo Lyra de 1997 a 2014, e eles têm uma filha chamada Luísa, nascida em 6 de novembro de 2000.
Desde abril de 2024, ela está em um relacionamento com o ator e cineasta André Junqueira.
Em novembro de 2013, após sua separação de Eduardo Lyra, ela mencionou que gostava da vida de solteira enquanto morava com a filha e o gato.
Ela mencionou ser próxima dos pais (que não são mais casados), da madrasta e de uma irmã mais nova.

## Filmografia

### Cinema
| Ano  | Título              | Personagem    |
| ---- | ------------------- | ------------- |
| 1987 | Churrascaria Brasil | Kátia         |
| 2002 | Lara                | Diana Viana   |
| 2006 | Batismo de Sangue   | Presa no DOPS |
| 2023 | O Porteiro          | Dona Ana      |

### Televisão
| Ano     | Título                    | Personagem                   | Notas                                        | Emissora      |
| ------- | ------------------------- | ---------------------------- | -------------------------------------------- | ------------- |
| 1985    | A Gata Comeu              | Suely Queiroz                |                                              | Rede Globo    |
| 1989    | Kananga do Japão          | Joana                        |                                              | Rede Manchete |
| 1990    | Riacho Doce               | Dora                         |                                              | Rede Globo    |
| 1991    | Vamp                      | Esmeralda                    |                                              | Rede Globo    |
| 1994    | Confissões de Adolescente | Fabíola                      | Episódio: "O que Eu Vou Ser Quando Crescer?" | TV Cultura    |
| 1994    | Confissões de Adolescente | Renata                       | Episódio: "Ainda Não!"                       | TV Cultura    |
| 1995–96 | Malhação                  | Isabella Bittencourt (Bella) | Temporadas 1–2                               | Rede Globo    |
| 1996    | A Vida como Ela é...      | Irmã de Eusébio              | Episódio: "O Delicado"                       | Rede Globo    |
| 1996    | Você Decide               | Elis                         | Episódio: "Não Se Esqueça de Mim"            | Rede Globo    |
| 1997    | Zazá                      | Lúcia Bulcão                 |                                              | Rede Globo    |
| 1999    | Você Decide               | Julia                        | Episódio: "O Dilema de Rosane"               | Rede Globo    |
| 1999    | Você Decide               | Gabi                         | Episódio: "O Marido Fantasma"                | Rede Globo    |
| 2000    | Vila Madalena             | Carla                        | Episódios: "3–5 de maio"                     | Rede Globo    |
| 2002    | Coração de Estudante      | Ana                          |                                              | Rede Globo    |
| 2005    | América                   | Imigrante                    | Episódio: "27 de abril"                      | Rede Globo    |
| 2006    | Belíssima                 | Kika                         | Episódios: "28 de março–5 de maio"           | Rede Globo    |
| 2006    | Pé na Jaca                | Regina                       | Episódios: "9–12 de dezembro"                | Rede Globo    |
| 2008    | Caminhos do Coração       | Marlene França               | Episódios: "1–13 de março"                   | RecordTV      |
| 2012    | Cheias de Charme          | Lia                          |                                              | Rede Globo    |
| 2013    | Copa Hotel                | Clarice                      | Episódio: "Vida Real"                        | GNT           |
| 2014    | Geração Brasil            | Joana Sá (Jojô)              |                                              | Rede Globo    |
| 2014–15 | Questão de Família        | Márcia Fernandes (passado)   | Temporadas 1–2                               | GNT           |
| 2015    | As Canalhas               | Diana                        | Episódio: "Maria"                            | GNT           |
| 2015    | Os Homens São de Marte... | Luísa                        | Episódio: "Tudo Tem Um Fim"                  | GNT           |
| 2018    | O Tempo Não Para          | Assistente social            | Episódio: "28–29 de agosto"                  | Rede Globo    |
| 2018    | Impuros                   | Marta                        | Episódio: "7"                                | Fox Premium   |
| 2019    | Jesus                     | Mulher encurvada             | Episódios: "5–8 de fevereiro"                | RecordTV      |
| 2019    | Detetives do Prédio Azul  | Safira Christine             | Episódio: "Mistério Literário"               | Gloob         |
| 2025    | Dona de Mim               | Patrícia                     |                                              | Rede Globo    |